# Jabil Circuit
Jabil Circuit est une entreprise américaine d'Electronics Manufacturing Services. Jabil Circuit conçoit et fabrique des circuits électroniques pour les principaux OEM (original equipment manufacturers).  Son siège est situé à St. Petersburg (Floride).

## Historique
Fondée en janvier 1966 par William E. Morean et James Golden à Détroit (Michigan), la compagnie a débuté par l'assemblage de circuits imprimés pour Control Data.  Le nom Jabil provient d'une combinaison des prénoms des fondateurs (James et Bill).
En 1979, Jabil remporte un important contrat avec General Motors.  
Depuis, les plus gros clients de Jabil sont Cisco Systems, Philips, Hewlett-Packard et Johnson Controls.